# Almita portalia
Almita portalia är en fjärilsart som beskrevs av Landry 1995. Almita portalia ingår i släktet Almita och familjen Crambidae. Inga underarter finns listade i Catalogue of Life.